# Sottrazione di gas

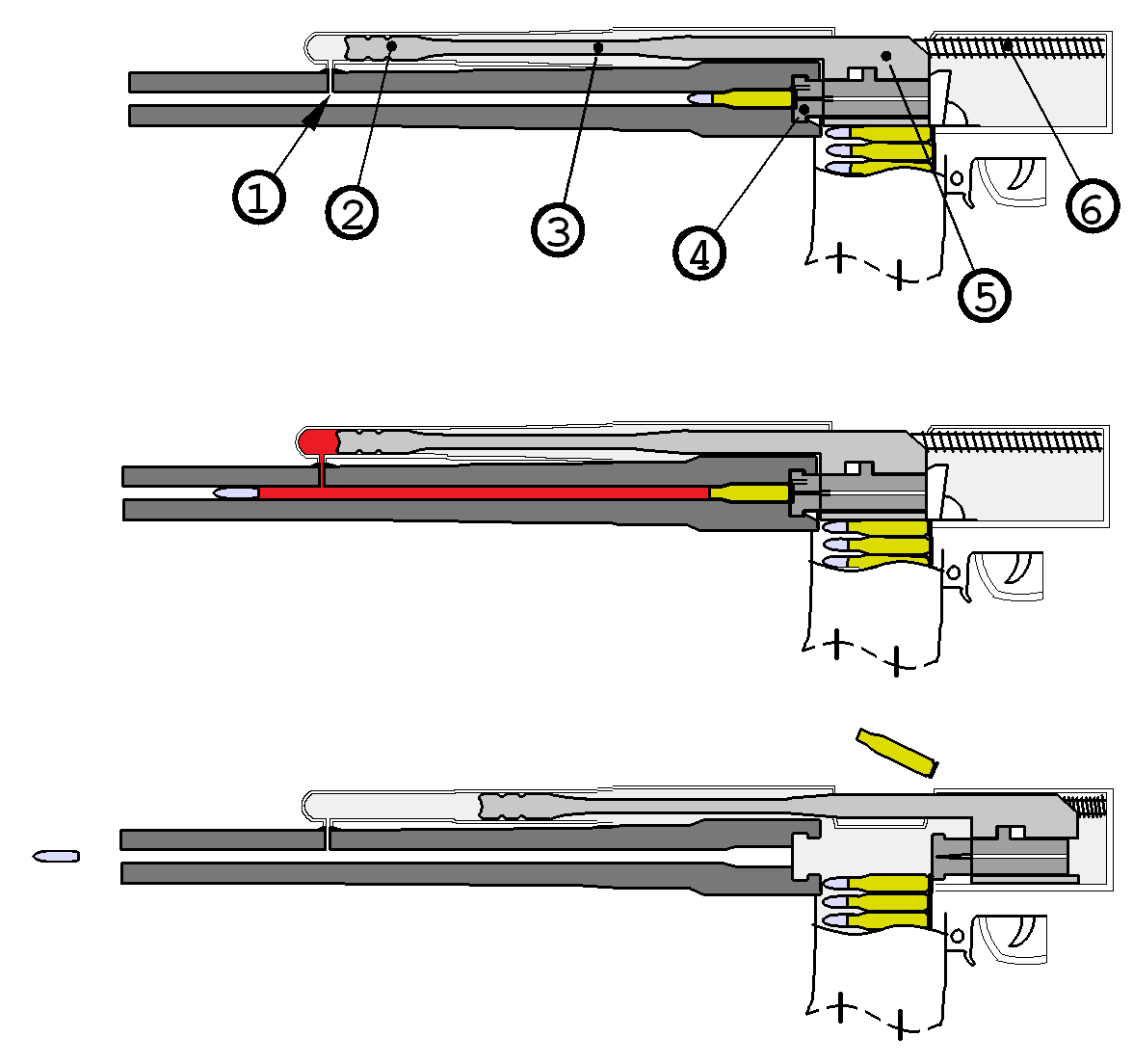
Fucile con sistema a pistone a lunga corsa. 1) foro di presa del gas, 2) testa del pistone, 3) asta del pistone, 4) otturatore, 5) porta-otturatore, 6) molla di recupero.

La sottrazione di gas (o recupero di gas) è un particolare azionamento di retrocarica automatico, ideato per alcune armi da fuoco a ripetizione automatica e semiautomatica. Viene usato perlopiù sulle mitragliatrici e su vari fucili, ma mai sulle pistole (tranne un'eccezione).  

## Funzionamento
In esso, una parte dei gas di sparo ad alta pressione viene utilizzata come fonte d'energia per il meccanismo che estrae il bossolo spento, arma il percussore e camera la nuova munizione. 
Il gas viene solitamente spillato da un foro sopra o sotto la canna e convogliato in un cilindro.

## Tipologie

### Presa diretta

Diagramma del sistema "a presa diretta"

Nel sistema a presa diretta dei gas o DIGS (Direct Impingement Gas System), questi vengono convogliati dal foro, tramite un tubetto metallico, in una camera ricavata nel porta-otturatore. Qui i gas, espandendosi, spingono indietro il portaotturatore, che a sua volta sblocca l'otturatore stesso. Arretrando, il complesso portaotturatore-otturatore espelle la cartuccia, riarma il percussore e, quando viene riportato in avanti dalla molla di recupero, camera la nuova munizione. Questo sistema non prevede l'utilizzo del pistone per il recupero dei gas e questo porta vantaggi come la riduzione del peso dell'arma, la riduzione dei costi di produzione, ma soprattutto una considerevole riduzione delle parti in movimento il che porta ad un baricentro dell'arma più stabile  con conseguente aumento della stabilita complessiva dell'arma. Lo svantaggio principale di questo sistema è l'accumularsi di particelle e polveri all'interno del gruppo scatto e dell'otturatore, dovuta allo sfogo interno dei gas di combustione. Questo difetto comporta una più frequente probabilità di inceppamenti durante sessioni di fuoco prolungato o presenza consistente di polveri nell'ambiente dove il fucile viene utilizzato. Esempi di fucili che utilizzano il sistema "a presa diretta": M16, M4.

### Pistone a corsa corta

Diagramma del sistema "a corsa corta"

Nel meccanismo indiretto a corsa corta il gas viene spillato dalla canna e convogliato in un cilindro di espansione parallelo alla stessa. Qui i gas agiscono su un pistone all'interno del cilindro. Il pistone, nel suo rapido e violento movimento retrogrado, impartisce un breve impulso al porta-otturatore e poi si arresta; il porta-otturatore per inerzia invece continua la sua corsa retrograda aprendo la camera di sparo e riarmando il percussore. Questo sistema ha il vantaggio di semplificare l'arma e la sua manutenzione e di ridurre il peso degli organi in movimento e dell'arma nel complesso, consentendo un migliore controllo del tiro. Es.: Armalite AR-18, Simonov SKS, M1 Carbine, Beretta ARX-160.

### Pistone a corsa lunga

Diagramma del sistema "a lunga corsa"

La soluzione del pistone a corsa lunga è la più diffusa nei fucili militari. Il pistone è fissato al porta-otturatore e si muove solidale con esso durante tutto il ciclo di sparo. Il vantaggio principale del sistema a corsa lunga, oltre alla semplicità costruttiva ed alla robustezza, è che la massa del pistone aumenta il momento di inerzia del porta-otturatore, aumentando l'efficienza del ciclo di espulsione, cameramento e chiusura. Inoltre, a differenza del sistema a presa diretta, il gas non entra nel castello dell'arma, che rimane quindi più pulito e meno soggetto ad inceppamenti. Lo svantaggio principale è invece la deviazione dal punto di mira a causa del baricentro che cambia durante il ciclo di azione e delle brusche impennate all'inizio ed alla fine della corsa del complesso pistone-otturatore. Esempi: M1918 Browning Automatic Rifle, Bren (mitragliatrice), AK-47, FN Minimi, M1 Garand, Galil, Beretta AR 70/90.

### Rafforzatore di rinculo

Animazione del rafforzatore di rinculo della mitragliatrice Vickers.

Il rafforzatore di rinculo (muzzle booster in inglese) è un dispositivo che fornisce energia supplementare a quella del rinculo per far arretrare la canna. Una camicia attorno alla volata offre resistenza all'espansione dei gas, spingendo posteriormente la canna. Es.: Chauchat, MG 42.

### Ritardo di apertura a gas
Il sistema di ritardo di apertura a gas è uno dei meccanismi di ritardo usati nelle armi a massa battente. I gas di combustione della carica vengono parzialmente convogliati dentro ad un condotto che sbocca contro un pistone solidale all'otturatore. L'otturatore, spinto dai gas, arretra insieme al pistone, il quale però nella sua corsa all'indietro è frenato dai gas provenienti dalla canna, contribuendo così a rallentare l'arretramento del sistema otturatore-pistone. Es.: Volkssturmgewehr 1-5, Heckler & Koch P7, Steyr GB.

### Gas trap
Nel sistema Gas trap (o sistema Bang, dal cognome del progettista danese che lo inventò) i gas sono sfruttati dopo l'uscita del proiettile dalla canna: al termine di essa è presente un piccolo cilindro, nel quale si espandono i gas, a sua volta collegato con un pistone che va ad azionare l'otturatore. Es.: Gewehr 41, primi modelli di M1 Garand.